# Eppendorfer Brücke
Die Eppendorfer Brücke ist eine Straßenüberführung über den Isebekkanal in Hamburg. Sie verbindet den Stadtteil Harvestehude auf der Südostseite des Kanals mit den Stadtteilen Eppendorf und Hoheluft-Ost auf der Nordwestseite. Über die Brücke führt die Straße Eppendorfer Baum, und direkt südöstlich liegt der gleichnamige U-Bahnhof der Hamburger Hochbahn.
Die Eppendorfer Brücke wurde 1927–1928 nach einem Entwurf der Baudeputation und des Oberbaudirektors Fritz Schumacher erbaut. Die 21,1 m lange und 22,93 m breite Bogenbrücke ist an den vertikalen Flächen mit Klinkern verblendet und ruht auf Sockeln aus Granit.
In Folge eines im Jahr 1925 in Kraft getretenen Gesetzes zur Förderung und Unterstützung bildender Künstler wurden bis 1933 zahlreiche staatliche Bauten mit zeitgenössischer Kunst verziert – so auch die Eppendorfer Brücke. Ihr schmiedeeisernes Geländer zeigt stilisierte Fische und wurde durch den Maler und Bildhauer Richard Haizmann gestaltet. Sie ist mit der Nummer 19654 als Kulturdenkmal in der Denkmalliste der Hamburger Kulturbehörde verzeichnet.

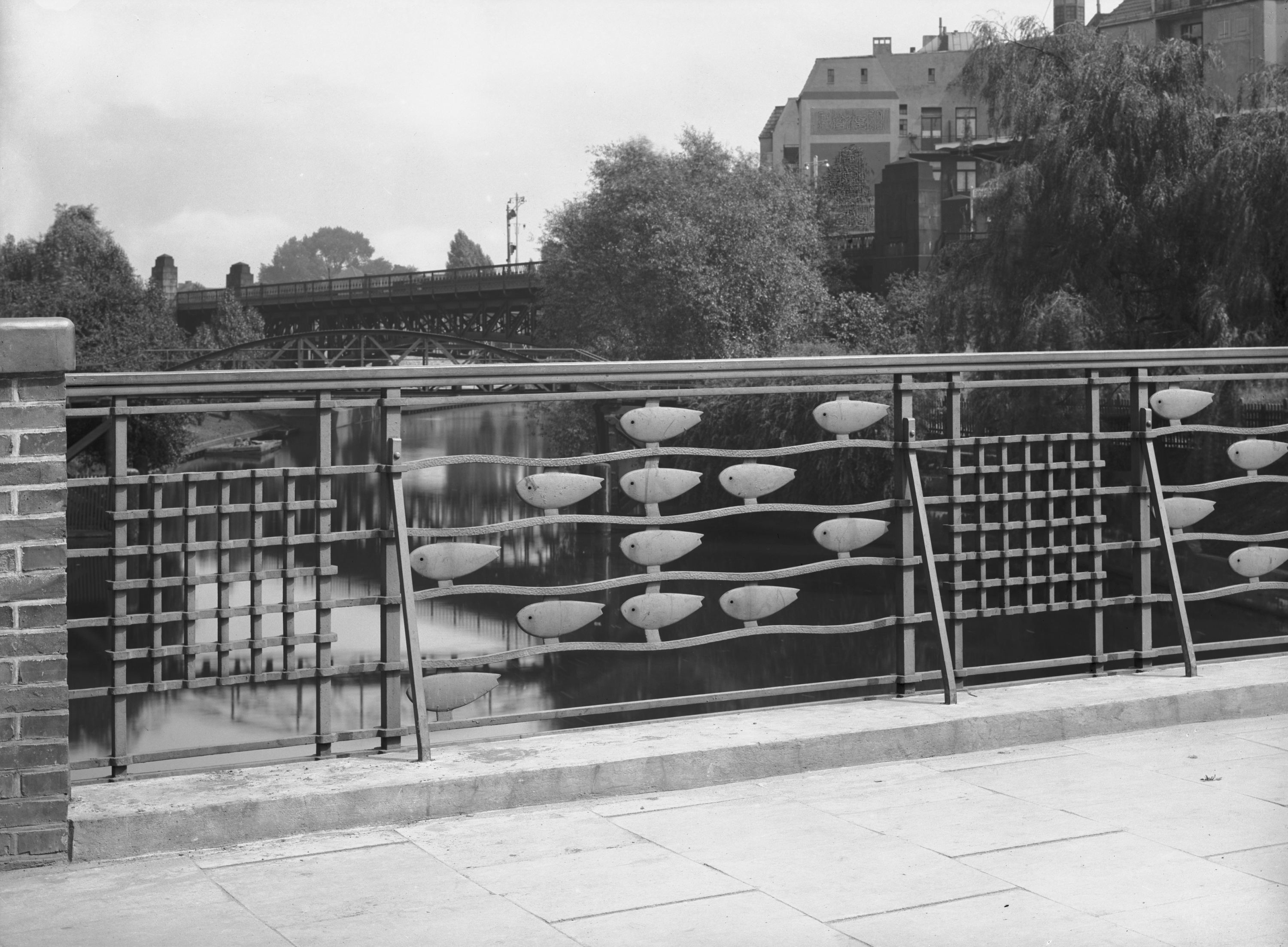
Geländer, etwa 1926
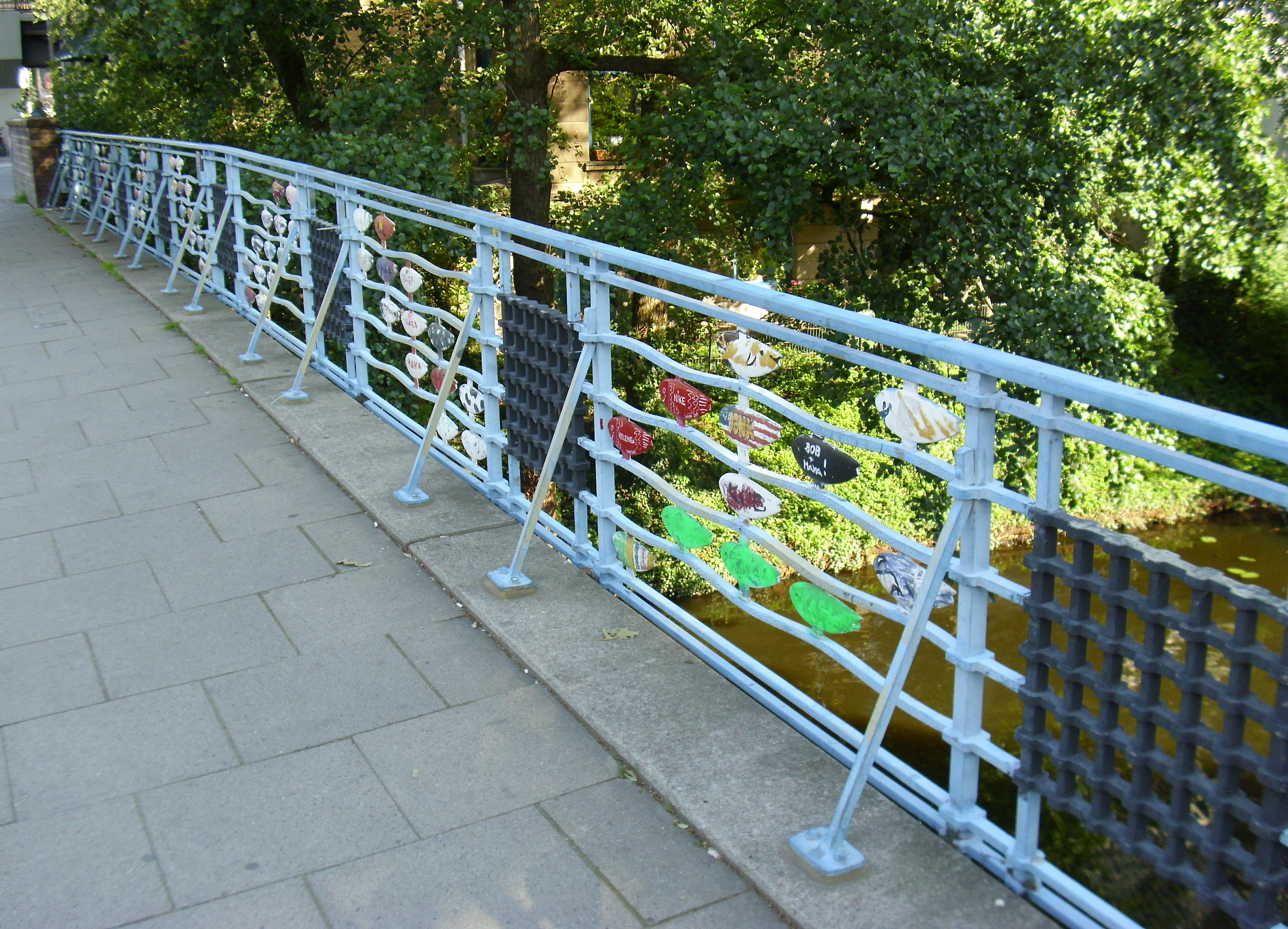
Brückengeländer heute
Seitlicher Mauerschmuck
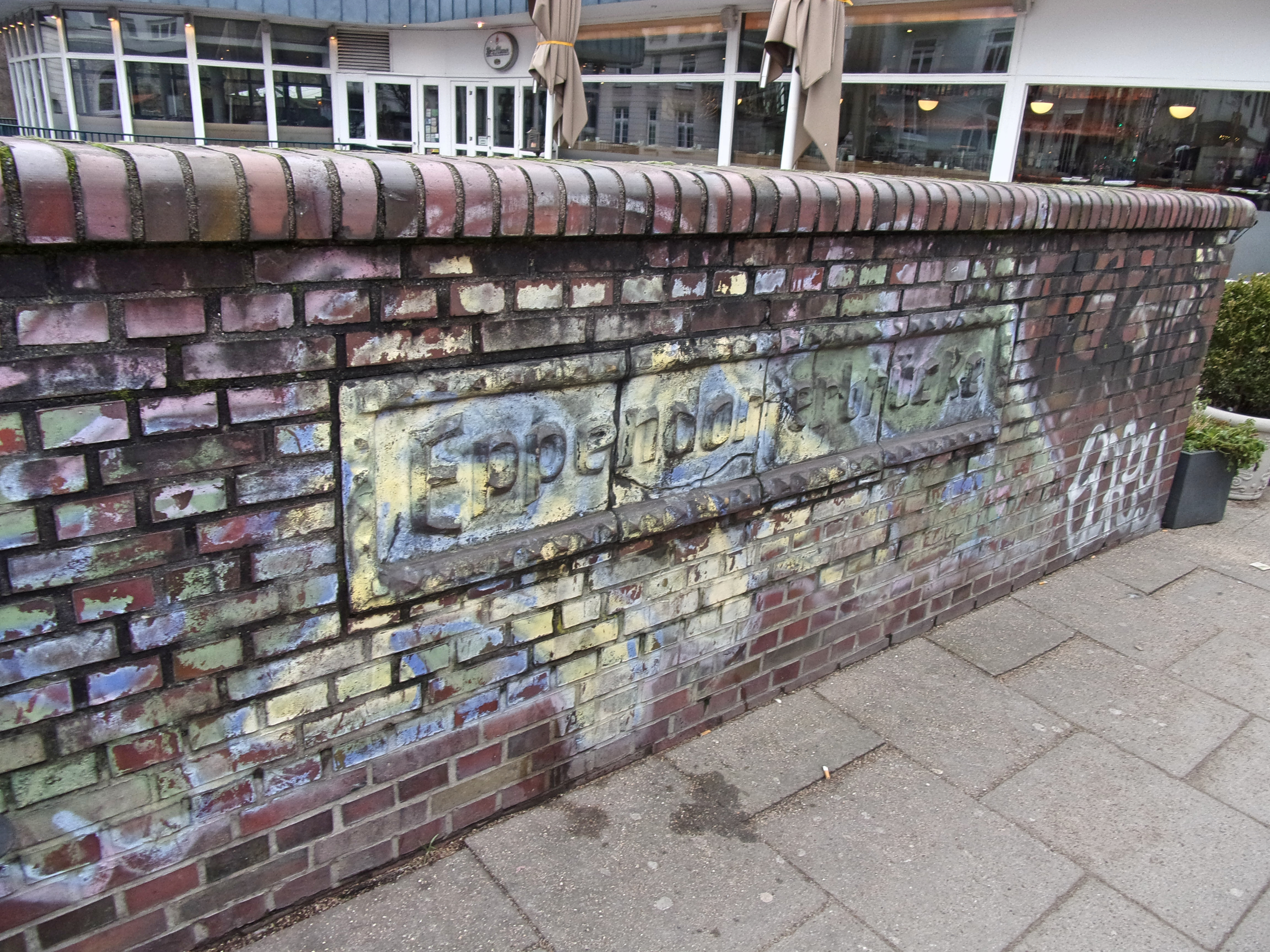
Brückenschild